# Motorola Milestone
Il Motorola Milestone, versione europea del Droid, è il primo smartphone progettato e realizzato da Motorola
con Sistema Operativo Android, rivolto al mercato europeo. 
Il Milestone ha model number A853, mentre il Droid americano ha model number A855.
In Italia è stato commercializzato a fine Novembre 2009 attraverso il partner ufficiale Wind. Il Milestone dispone di un ottimo comparto hardware, tra cui un ottimo processore ARM CORTEX A8 ampio display moultitouch (3.7"), tastiera QWERTY, fotocamera da 5Mpx con flash dual led, Wi-Fi 802.11 b/g e di un altrettanto ricco comparto software visto l'utilizzo di un sistema operativo utilizzato anche su Tablet Pc. A questo indirizzo è disponibile la pianificazione degli aggiornamenti software.

## Specifiche Tecniche
| Funzione                  | Specificazione                                                    |
| ------------------------- | ----------------------------------------------------------------- |
| Sistema operativo         | Android 2.2 (versione più aggiornata)                             |
| CPU                       | ARM CORTEX A8 - 550 MHz                                           |
| Frequenza del GSM         | 850/900/1800/1900 MHz                                             |
| GPRS                      | Sì, classe 12                                                     |
| EDGE (EGPRS)              | Sì, classe 12                                                     |
| HSDPA                     | Si (10Mbps)                                                       |
| Display                   | TFT , 16 milioni di colori, 480x854 pixel, capacitivo moultitouch |
| Fotocamera                | Esterna 5,0 megapixel con zoom 4x                                 |
| Registrazione video       | Sì                                                                |
| MMS                       | Sì ,se abilitati                                                  |
| Videochiamata             | No                                                                |
| Memoria interna           | 256 MiB                                                           |
| Memory card               | Inclusa, MicroSD 8 GiB                                            |
| Bluetooth                 | Sì V2.1 con A2DP                                                  |
| Wi-Fi                     | Sì, 802.11 b/g                                                    |
| USB                       | Si, microUSB per collegamento dati e ricarica                     |
| Browser                   | XHTML / HTML / FLASH (Android 2.2)                                |
| Email                     | Si                                                                |
| Riproduttore multimediale | Si, 3GP / AAC / AAC+ / MIDI / MP3 / MP4                           |
| Suonerie polifoniche      | Si                                                                |
| Vivavoce                  | Si                                                                |
| Batteria                  | BP6X (1400 mAh)                                                   |
| Durata conversazione      | 6 ore                                                             |
| Durata in standby         | 14 giorni (=350 ore)                                              |
| Peso                      | 165 grammi                                                        |
| Dimensioni                | 115x60x13.7 millimetri                                            |
| Disponibilità             | Q4/2009                                                           |
| Applicazioni              | Circa 110.000                                                     |

## Curiosità
- La differenza con il fratello americano Droid risiede solamente nel modulo radio differente e dal fatto che il bootloader del Milestone è stato bloccato (in grado di caricare esclusivamente Firmware firmati da Motorola). La ragione di tale blocco risiede nel fatto che Motorola ha deciso di implementare nel Milestone, una tecnologia radio sperimentale [1] utilizzata in ambito militare.
- Il processore CORTEX A8 è stato overclockato fino a 1200Mhz da alcuni modder.
- Per problemi di licenza legati alle mappe satellitari utilizzate da Google per l'europa, il Milestone non è stato marchiato Google Experience in quanto non disponeva del software Maps e relativo navigatore[senza fonte] (aggiunto poi con un aggiornamento software). Per venire incontro ai propri clienti Motorola ha preinstallato sul dispositivo un software di navigazione proprio con licenza trial.
- Per il mercato europeo, non tutti i possessori hanno la stessa versione del sistema operativo in quanto per problemi legati ai partner Motorola in diversi paesi gli aggiornamenti non sono ancora disponibili.